# Edward J. O'Hare
Edward Joseph O'Hare (5 de setembro de 1893 – 8 de novembro de 1939), também conhecido como "Easy Eddie", foi um advogado em St. Louis e mais tarde em Chicago, onde começou a trabalhar com Al Capone, e mais tarde ajudou promotores federais a condenar Capone por sonegação fiscal. Em 1939, uma semana antes de Capone ser libertado de Alcatraz, O'Hare foi morto a tiros enquanto dirigia. Ele era o pai do ganhador da Medalha de Honra Butch O'Hare, em homenagem a quem o Aeroporto Internacional O'Hare recebeu o nome.

## Início da vida em St. Louis
Edward Joseph O'Hare, conhecido por amigos e familiares como E.J., nasceu em 5 de setembro de 1893, em St. Louis, filho de pais irlandeses-americanos da primeira geração, Patrick Joseph O'Hare e Cecelia Ellen Malloy O'Hare. Em 4 de junho de 1912, E.J. O'Hare se casou com Selma Anna Lauth, natural de St. Louis, nascida em 13 de novembro de 1890. Ela traçou sua herança para a Alemanha. E.J. e Selma começaram sua família em um apartamento acima do mercado do pai de Selma no bairro de Soulard. Eles tiveram três filhos: Edward ("Butch"), nascido em 1914, Patricia, nascida em 1919, e Marilyn, nascida em 1924.
E.J. passou no exame da ordem do Missouri em 1923 e se juntou a um escritório de advocacia. A partir de 1925, O'Hare operou pistas de corrida para cães em Chicago, Boston e Miami. O'Hare, como advogado, representou o inventor Owen P. Smith, alto comissário da Associação Internacional de Corridas de Galgos, que patenteou um coelho mecânico para uso em corridas de cães. Em 1930, seu trabalho lucrativo para Smith permitiu que a família de O'Hare se mudasse para uma casa nova em Holly Hills, que incluía uma piscina e uma pista de patinação. A família O'Hare costumava passar os verões em acampamentos fluviais nos rios Meramec e Gasconade para escapar do calor de St. Louis. Butch, que havia recebido um rifle calibre 22 de E.J., desenvolveu habilidades de tiro ao atirar no rio em latas e garrafas que eram atiradas.
E.J. ficou fascinado por voar, até mesmo pegando uma carona no avião de correio de Charles Lindbergh. O'Hare assumiu seu primeiro emprego como piloto-chefe de uma rota de correio aéreo operada pela Robertson Aircraft Co. de Lambert Field em St. Louis. E.J. então voou comercialmente sempre que possível, e ele encontrou chances para seu filho adolescente assumir brevemente os controles. Como resultado, seu filho Butch, o mais tarde ganhador da Medalha de Honra, mais conhecido por sua extrema bravura como aviador naval dos EUA na Segunda Guerra Mundial, tornou-se um atirador competente e familiarizado com aviões.
Quando Owen Patrick Smith morreu, O'Hare representou a administradora do espólio de Smith, Hannah M. Smith. E.J. começou a expandir seus interesses comerciais do dique de St. Louis para Chicago.
Um dia, na década de 1920, E.J. chegou em casa e encontrou seu filho, Butch, esparramado em um sofá lendo livros e comendo bolo de banana e donuts. O pai decidiu que seu filho estava mostrando sinais de preguiça e o matriculou na Academia Militar Ocidental em Alton, Illinois.

## Chicago
Divorciado de sua esposa Selma em 1927, O'Hare mudou-se para Chicago. Selma ficou em St. Louis com suas duas filhas Patricia e Marilyn, enquanto Butch foi para a Academia Militar Ocidental.
Em Chicago, O'Hare conheceu Al Capone, cuja Chicago Outfit dominante comandava esquemas e contrabando em Chicago durante a Lei Seca. O'Hare e Capone começaram a colaborar em negócios e direito. O'Hare fez uma segunda fortuna por meio de seus laços com Capone.
O'Hare ficou noivo de Ursula Sue Granata, uma secretária, irmã de um representante estadual de Illinois afiliado à máfia. O noivado durou sete anos porque eles eram católicos, e a Igreja não reconheceria o divórcio de O'Hare. Assim, eles não poderiam ter um casamento na igreja. No entanto, O'Hare tinha esperança de que um pedido de dispensa do Vaticano fosse concedido até 1940.
Mas em 1930, O'Hare se voltou contra Capone. Ele pediu a John Rogers, um repórter do St. Louis Post-Dispatch, para marcar uma reunião com o Internal Revenue Service (IRS), que estava tentando condenar Capone por sonegação fiscal. Rogers organizou uma reunião com o agente do IRS Frank J. Wilson. O'Hare posteriormente desempenhou um papel fundamental na acusação e condenação de Capone. O agente Wilson (também chefe do Serviço Secreto dos EUA entre 1937 e 1946) disse mais tarde:
Dentro da gangue eu tinha um dos melhores homens disfarçados que já conheci: Eddie O'Hare.
Acredita-se que O'Hare direcionou o investigador Wilson ao contador de Capone, que se tornou uma testemunha-chave no julgamento de 1931, e também ajudou a quebrar o código usado nos livros-razão pelos contadores de Capone. No início do julgamento de Capone no tribunal do juiz James Herbert Wilkerson, O'Hare avisou o governo de que Capone havia manipulado o júri. Assim alertado, o juiz Wilkerson trocou os júris com outro julgamento federal antes do início do julgamento de Capone. (Este incidente foi retratado no filme de 1987, Os Intocáveis.)
Capone foi considerado culpado e enviado para a prisão em 1931.

## Assassinato

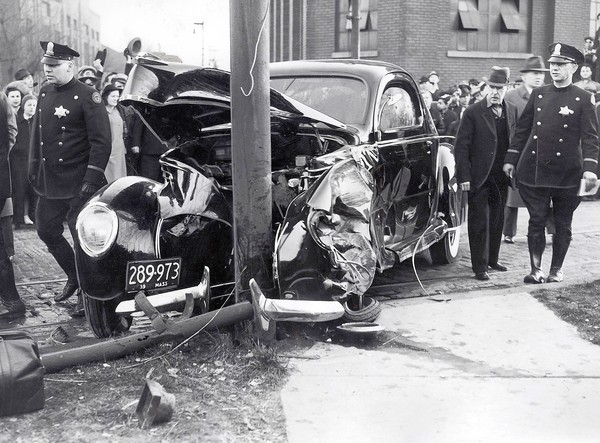
Assassinato de Edward O'Hare

O'Hare foi baleado e morto em 8 de novembro de 1939, enquanto dirigia seu cupê Lincoln-Zephyr 1939 em Chicago. Quando ele saiu de seu escritório no hipódromo Sportsman's Park em Cicero, Illinois, à tarde, ele supostamente estava carregando uma pistola semiautomática calibre 32 de fabricação espanhola, limpa e oleada, algo incomum para ele.
Dois homens armados com espingardas em um sedan escuro dirigiram ao lado de O'Hare quando ele se aproximava do cruzamento da Ogden Avenue com a Rockwell Street. Ambos dispararam uma saraivada de balas de caça grossa, matando O'Hare instantaneamente aos 46 anos. Seu Lincoln bateu em um poste na beira da estrada enquanto os assassinos continuavam para o leste na Ogden Ave e se perderam no trânsito. Nenhuma prisão foi feita.

Em 2010, o vereador de Chicago Ed Burke pediu ao Esquadrão de Casos Arquivados do Departamento de Polícia de Chicago para reexaminar o assassinato de O'Hare à luz de um novo livro, Get Capone, que fazia alegações sobre o crime.

## Na cultura popular
- Na série da HBO de 2010-2014, Boardwalk Empire, o personagem Mike D'Angelo interpretado por Louis Cancelmi é baseado em Edward J. O'Hare. Na última temporada, ele é mostrado como um agente secreto que ajudou a reunir evidências para condenar Al Capone por sonegação fiscal.
- A história de 'Easy Eddie' e seu filho são mencionadas no capítulo "Payback" do romance Meg: A Novel of Deep Terror, do autor americano Steve Alten, publicado em 1996.